# Jane B. par Agnès V.
Pour plus de détails, voir Fiche technique et Distribution.
Jane B. par Agnès V. est un film français d'Agnès Varda, sorti en 1988.

## Synopsis
Portrait de l'actrice franco-britannique Jane Birkin sous forme de collage d'entretiens et de sketches. 

## Fiche technique
- Titre français : Jane B. par Agnès V.
- Réalisation : Agnès Varda
- Scénario : Agnès Varda
- Direction artistique : Olivier Radot
- Photographie : Nurit Aviv et Pierre-Laurent Chénieux
- Son : Olivier Schwob
  - Mixage Son : Paul Bertault
- Décors : Bertrand Lheminier
- Costumes : Rosalie Varda et Rose-Marie Melka
- Montage : Marie-Josée Audiard et Agnès Varda
- Musique : Harry Manfredini
- Sociétés de production : Ciné-Tamaris (France), La Sept Cinéma (France)
- Sociétés de distribution : Capital Cinéma (France), Ciné-Tamaris (vente internationale)
- Pays d'origine :  France
- Format : couleur (Fujifilm) et noir et blanc (Kodak)[1],[2] — 35 mm — 1,66:1 — son mono
- Genre : biographie, documentaire, sketches
- Durée : 105 minutes
- Dates de sortie : 
  - Allemagne : 18 février 1988 à la Berlinale[2]
  - France : 2 mars 1988

## Distribution
- Jane Birkin : Calamity Jane / Claude Jade / Jeanne d'Arc
- Jean-Pierre Léaud : l'amoureux colérique
- Philippe Léotard : le peintre / meurtrier
- Farid Chopel : le colonial
- Alain Souchon : le lecteur de Verlaine
- Serge Gainsbourg : lui-même
- Laura Betti : Lardy
- Monique Godard : la sous-maîtresse
- Ian Marshall  : l'huissier
- Les enfants Tooke : les pauvres de Dickens
- Charlotte Gainsbourg : la fille de J.
- Mathieu Demy : le fils de A.
- James Millard : Tarzan
- Pascale Torsat : le modèle du Titien
- Henri Piednoir : le boulanger
- Agnès Varda : elle-même
- André Cagnard et ses cascadeurs

## Genèse
Agnès Varda : « J'avais traité l'hiver dans Sans toit ni loi et je voulais traiter l'automne en Belgique. J'ai été en Belgique, j'ai repéré... et je coinçais. Je me suis dit : je n'ai qu'à faire un "non-film", toujours la fameuse façon d'échapper. [...] Le non-film pouvait être approcher quelqu'un, une femme — j'avais pensé à Jane Birkin. [...] J'aimais beaucoup qu'elle arrive à cet âge de 40 ans qui est une sorte de fin de jeunesse. »
Jane Birkin : « Je pensais Agnès éternelle, même si je la savais comme d’autres de ses proches, malade. […] Curieusement, ça me semble impossible qu’elle ne soit plus là aujourd’hui. Au lendemain de sa disparition, je dois pourtant me rendre tristement à l’évidence. J’ai tellement de souvenirs qui affluent.
À l’époque de Sans toit ni loi, je lui avais adressé une carte postale, ainsi qu’à Sandrine Bonnaire, pour les féliciter de ce film miraculeux et éblouissant, mais elle m’avait engueulée parce qu’elle n’arrivait pas à déchiffrer mon écriture (sourire).
Elle m’a donc donné rendez-vous au parc de Sceaux pour lui lire oralement ma carte. À l’occasion de cette balade, son projet de portrait filmographique est né, Jane B. par Agnès V. Dans son esprit, comme j’allais bientôt avoir 40 ans, je pouvais être n’importe qui et donc interpréter plusieurs personnages habillés différemment en fonction des saisons. »

## Tournage
- Périodes de prises de vue[2] : 8 au 13 décembre 1986, 19 au 24 janvier 1987 ; puis périodes où le tournage du diptyque Jane B. + Kung-Fu Master a été mené de front : 7 mars au 6 mai 1987, 20 juillet au 3 août 1987, 30 septembre au 21 octobre 1987.
- Lieux de tournage[2] :
  - Belgique : Bruges, Knokke-le-Zoute
  - Oise : Ermenonville, Senlis
  - Paris
  - Seine-et-Marne : Fontainebleau
- Jane Birkin[3] : « Dans une scène tournée à Paris, où je montais à cheval en armure et où je portais une perruque noire, elle m’a demandé d’exagérer mon accent british pour dire face caméra "botter les Anglais hors de France", ce qui m’avait énormément vexée sur le coup. Au point de piquer violemment le cheval avec mes chaussures pointues qui s’est emballé en pleine rue de Rivoli. Les badauds pensaient d’ailleurs que j’étais Marie Laforêt (rires).
J’ai toujours imaginé que l’on aurait pu inverser le titre du film en Agnès V. par Jane B. parce qu’il en dit autant sur elle que sur moi. Dans une réplique, je disais : "Même si on déballe tout, finalement on ne dévoile pas grand-chose". J’ai souvent repensé à cette phrase, particulièrement en écrivant mon journal intime (Munkey Diaries, 1957-1982). »

### Citations, œuvres d'art
Si de nombreux chefs-d'œuvre de l'art classique sont cités et reconstitués comme la Vénus d'Urbino de Titien, la Maja vestida de Goya, le Grand nu d'Ingres ou simplement montrés par des reproductions, Matisse, Hockney... des œuvres d'artistes contemporains apparaissent. Ainsi dans l'atelier du peintre, qui n'est autre que celui du peintre Jean Dewasne dont on voit ses œuvres. On voit également dans d'autres séquences une sculpture (une Nana) de Niki de Saint Phalle et une sculpture de Marcel Gimond.

## Accueil
Mediafilm : « Agnès Varda a sa propre conception du documentaire, du « documenteur » comme elle l'a finement noté dans l'un de ses films, et ce portrait qu'elle trace de Jane Birkin ne ressemble à aucun autre. On y passe littéralement du coq à l'âne dans une conception ludique du cinéma en liberté. Cela donne un film vif et coloré, rarement en repos, tant sur le plan des images que des concepts. Jane joue son rôle et divers autres ; en plus d'être Jane Birkin, elle est Calamity Jane, la Jane de Tarzan et même « Jane » d'Arc avec grâce et esprit. Tout cela forme une image composite au charme certain. »
Marianne : « Les premières images du film qui se déroulent dans une simple terrasse de café révèlent une artiste timide. Agnès Varda, avec le tact qu’on lui connaît, lui fait très vite remarquer qu'elle ne regarde jamais la caméra dans ses apparitions à la télévision. Elle répond avec un sourire "c'est embarrassant, c'est trop personnel". Le coup de foudre amical est tel qu'Agnès s'installera deux ans dans le domicile de la star au point que la production deviendra une collaboration artistique pleine et entière entre la réalisatrice et son sujet. Le résultat est une forme hybride à cheval entre le documentaire et la fiction. Jane Birkin s'épanouit dans l'univers d'Agnès Varda, qui s'épanouit à son contact. Le film est un portrait rêvé, "un portrait-en-cinéma" comme le définissait Varda où les interviews sont nourries par des saynètes fantastiques parfois délirantes où les personnalités de Jane sont étirées à l'infini. Elle se retrouve au bras d'Alain Souchon mettant en scène un poème de Verlaine ou de Jean-Pierre Léaud qui joue un amoureux colérique. Agnès Varda la pousse dans ses retranchements en la transformant en danseuse espagnole. C'est ridicule mais ces extravagances rappellent ce que Jane ne sera jamais. »

## Distinctions
Sélections
- Berlinale 1988 : compétition officielle
- Festival du film de Sydney 2019 : Viva Varda
- Festival du film de Taipei 2019 : rétrospective Agnès Varda
- Festival international du film de Singapour 2023 : sélection officielle
- MyFrenchFilmFestival 2024 : ce film figure dans les trois films de la catégorie Women Supporting Women de la 14e édition de MyFrenchFilmFestival du cinéma francophone organisé par Unifrance (diffusion du 19 janvier au 19 février 2024). Au total, ce sont 26 films de court et long métrage qui peuvent être vus dans le monde entier sur tous supports (ordinateurs, téléphones mobiles, téléviseurs, tablettes). À l'issue de cette compétition mondiale, sont décernés différents prix[9] : Grand Prix du Jury (à un long métrage, dotation de 15 000 euros), prix du Jury de la presse internationale, prix du Jury des créateurs de contenus, et prix du public[10]